# Куробе
Куро́бе (яп. 黒部市 Куробэ-си) — город, расположенный в префектуре Тояма, Япония.
Площадь города составляет 426,34 км², население — 41 201 человек (1 июля 2014), плотность населения — 96,64 чел./км².
Город основан 1 апреля 1954 года.